# Gà so
Gà so (tên khoa học: Bambusicola fytchii) là một loài chim trong họ Phasianidae.

## Hình ảnh

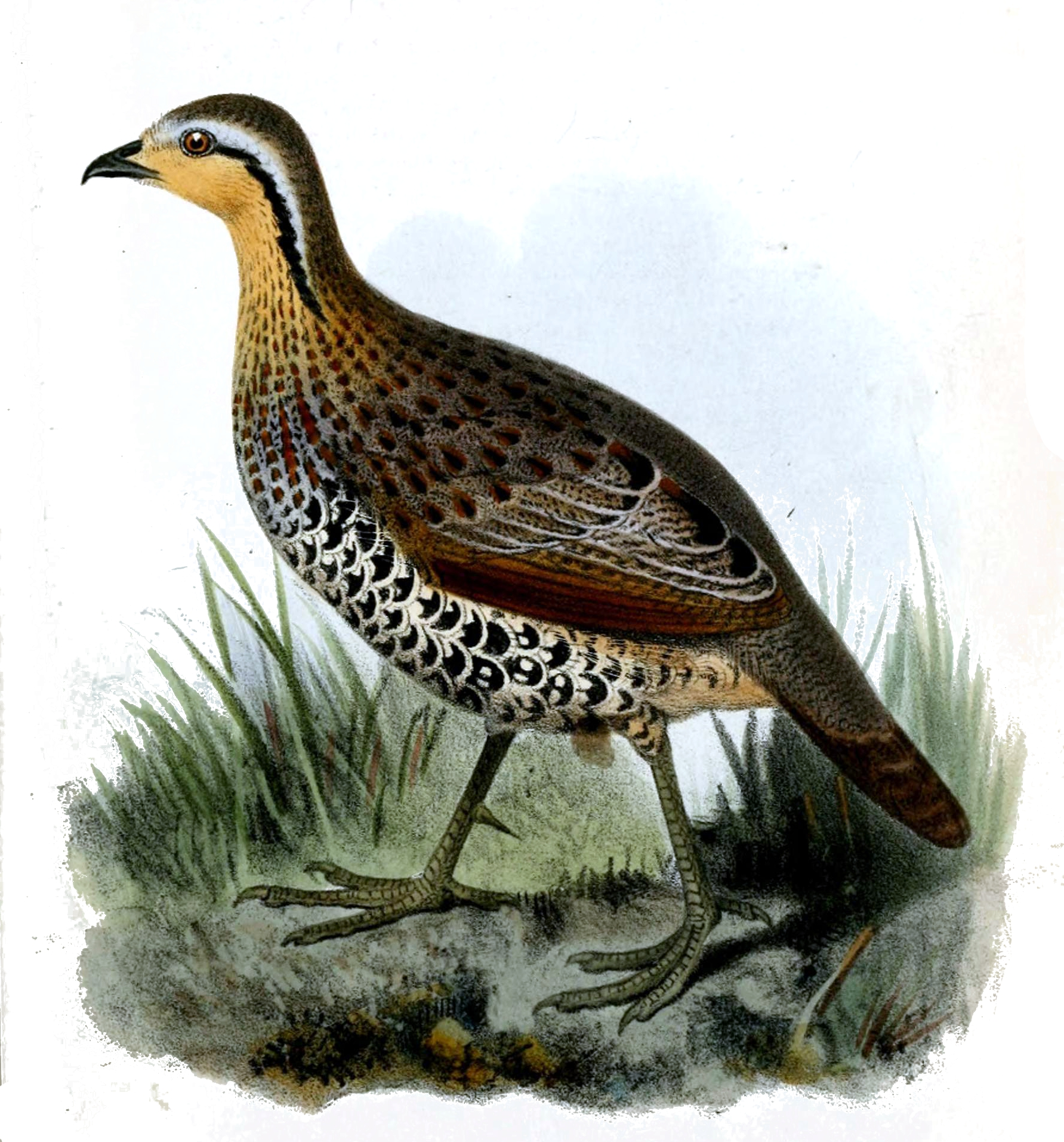
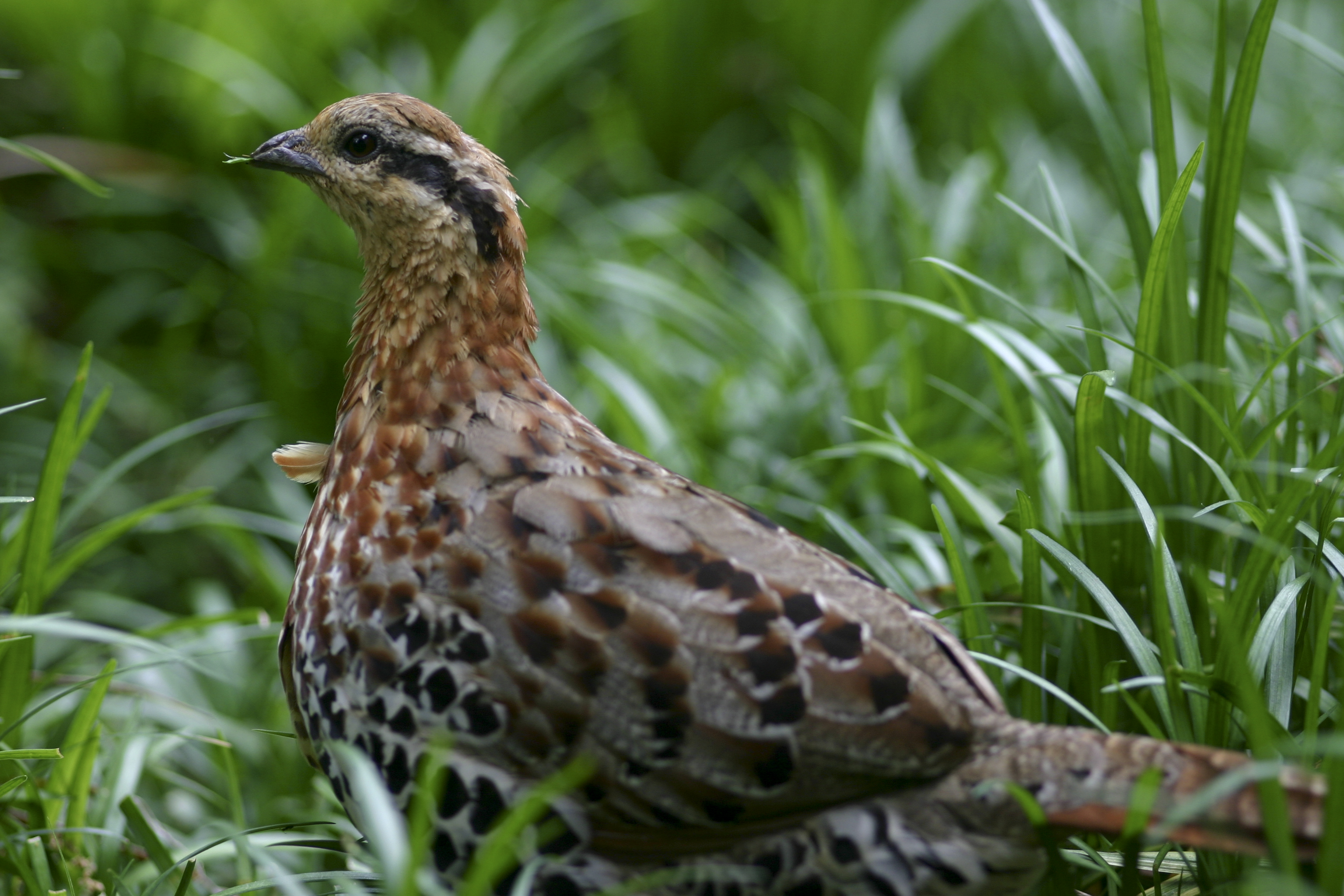
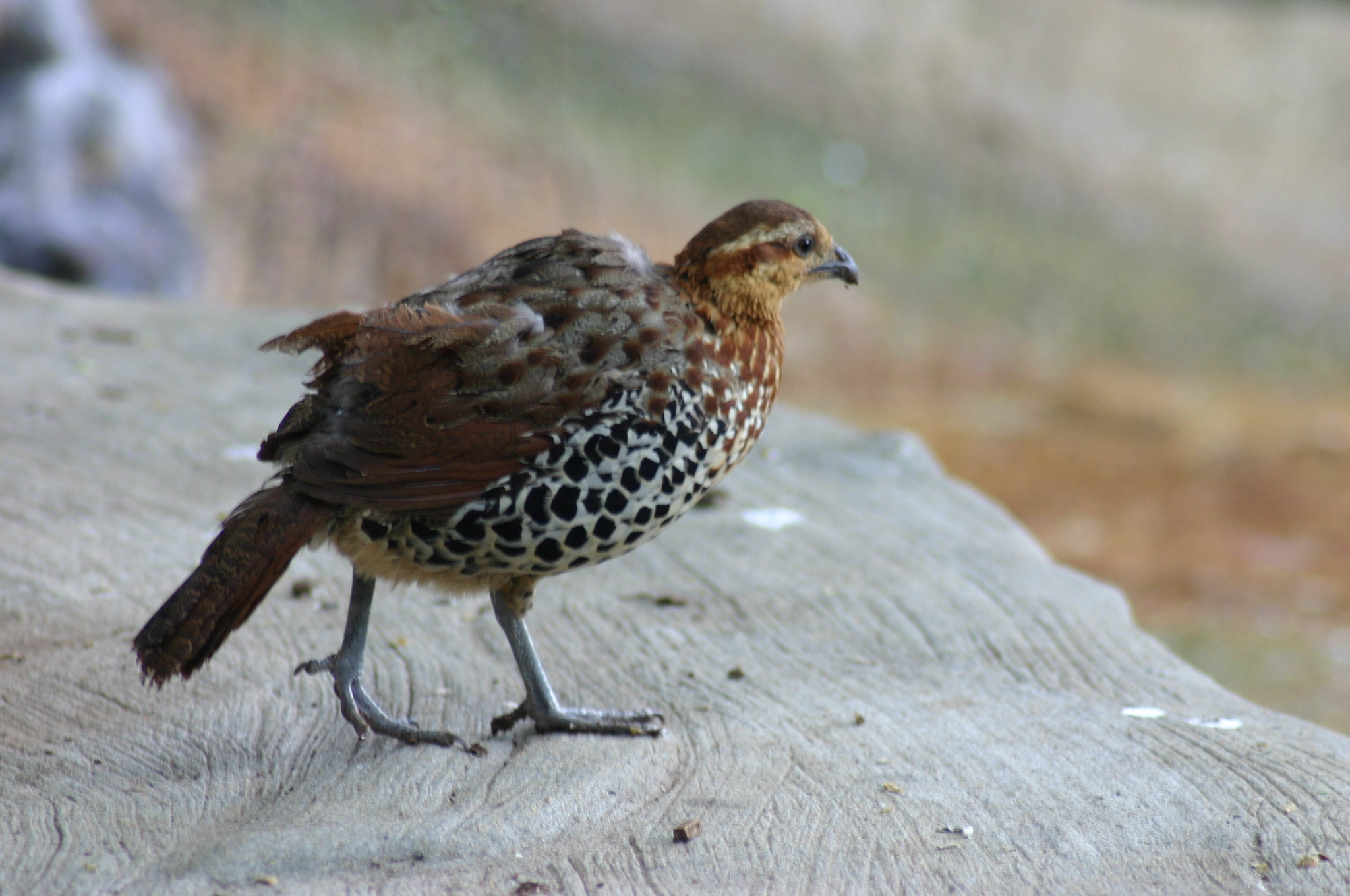
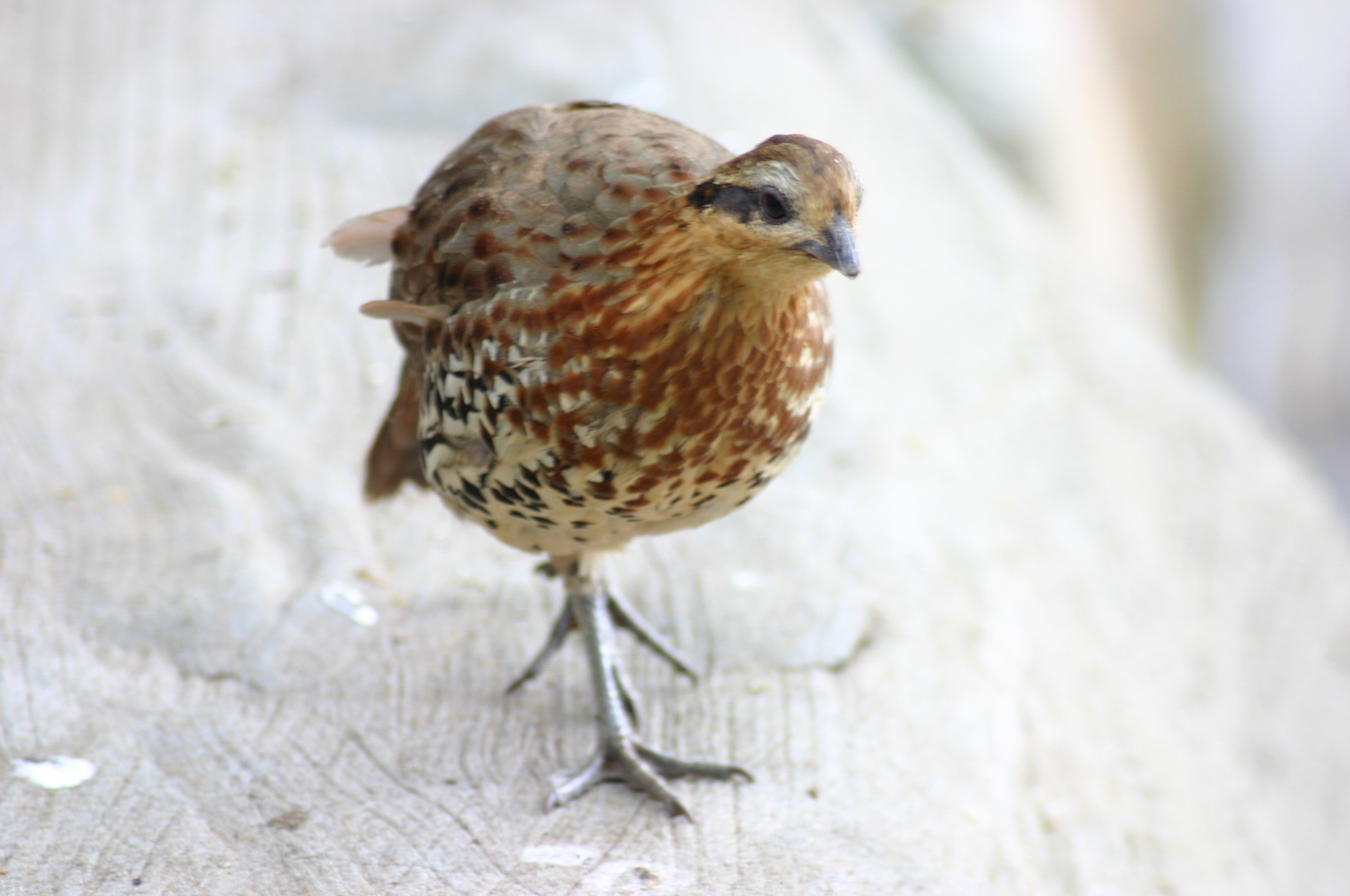

- Tập tin:Mountain Bamboo-partridge (Bambusicola fytchii) RWD.jpg